# Eishalle Deutweg

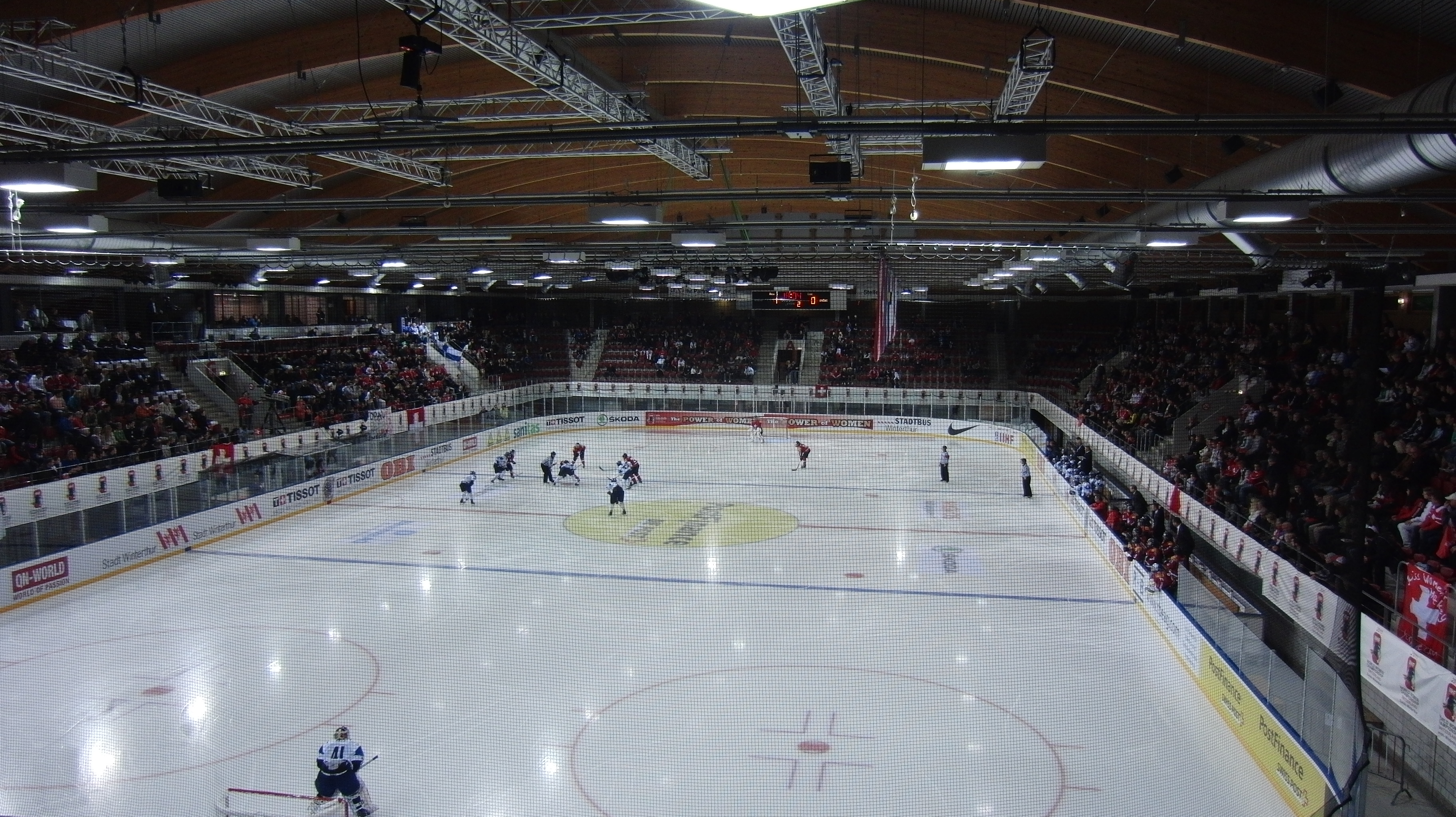

Eishalle Deutweg (česky doslova Zimní stadion Deutweg) se nachází ve Winterthuru. Má kapacitu 2496 diváků a je domovským stánkem švýcarského hokejového klubu EHC Winterthur jakož i krasobruslařského klubu v tomto městě. Do užívání byl předán 29. listopadu 2002 a náklady na jeho výstavbu dosáhly částky 22 milionů švýcarských franků.

## Hokejové MS žen 2011
V dubnu 2011 byl Winterthur společně s Curychem pořádajícím městem 14. MS v ledním hokeji žen. V Eishalle Deutweg se uskutečnilo 10 z celkového počtu 21 utkání šampionátu. Slovenské reprezentantky tam odehrály tři utkání:
- Ve středu 20. dubna 2011 své závěrečné utkání základní skupiny A proti Rusku,
- V pátek 22. a v neděli 24. dubna dvě vítězná utkání o záchranu s Kazachstánem, díky kterým se udržely v elitní Top divizi MS 2012.

Kromě dvou utkání o záchranu Hala Deutweg byla dějištěm všech šesti utkání základní skupiny A a dvou závěrečných utkání skupiny B.